# Rabougrissement
En botanique et agriculture, le rabougrissement est un symptôme provoqué par une maladie ou d'autres causes, qui entraîne chez les plantes affectées un retard de croissance, un nanisme et une perte de vigueur. C'est le plus souvent un symptôme atypique, non spécifique, attribuable à diverses causes, biotiques (infections) ou abiotiques (stress environnemental, carence, etc.).

## Causes biotiques
Lorsqu'une plante présente un rabougrissement dû à une cause infectieuse, il  est généralement trop tard pour tenter de la guérir.
- Agents pathogènes : champignons, bactéries, virus, nématodes.
- Ravageurs : herbivores, phytophages.

## Causes abiotiques
Un rabougrissement causé par des facteurs abiotiques (non infectieux) peut parfois être corrigé.
- Facteurs environnementaux : inondation (excès d'eau), sécheresse (manque d'eau), plantation trop profonde, éclairement excessif.
- Facteurs nutritionnels : carences, sols compactés.
- Blessures : agressions chimiques, lésions physiques.